# Hockey Femminile Lorenzoni
L'Hockey Femminile Lorenzoni è una società professionistica di hockey su prato femminile di Bra in Provincia di Cuneo

## Storia
La società prende il nome da Augusto Lorenzoni, un imprenditore braidese che, alle Olimpiadi di Roma 1960, rimase affascinato dal gioco dell'hockey su prato.
La sezione femminile nacque nel 1966 e dal 1969 parteciperà ai campionati nazionali.
Lo stesso Lorenzoni fino al 1983 sponsorizzerà la squadra (che ancora oggi porta il suo nome), e ne sarà presidente fino alla morte.
Visti gli eccellenti risultati ha partecipato numerose volte a competizioni europee, come la Coppa dei Campioni e la Coppa delle Coppe.
Nel 1990 viene insignita per i suoi successi (che si moltiplicheranno anche negli anni a seguire) della stella di bronzo al Merito Sportivo.

## Albo d'oro

### Competizioni nazionali
- Scudetto: 17

1974, 1975, 1976, 1977, 1978, 1979, 1980-81, 1982-83, 1983-84, 1994-95 
1996-97, 1999-00, 2006-07, 2011-12, 2012-13, 2017-18, 2021-22
- Scudetto indoor: 22

1973, 1976, 1977, 1980-81, 1982-83, 1983-84, 1986-87, 1988-89, 1991-92, 1994-95 
2007-08, 2008-09, 2009-10, 2010-11, 2011-12, 2012-13, 2014-15, 2017-18, 2018-19, 2019-20  
2021-22, 2022-23
- Coppa Italia: 12

1990-91, 1992-93, 1993-94, 1998-99, 2001-02, 2006-07, 2007-08, 2009-10, 2017-18, 2022-23
2023-24, 2024-25
- Supercoppa italiana: 4

2017-18, 2018-19, 2021-22, 2022-23

### Competizioni giovanili
- Campionato italiano Under-12: 1

2022-23
- Campionato italiano Under-14: 9

1985-86, 1994-95, 1996-97, 1997-98, 1998-99, 2000-01, 2003-04, 2005-06, 2008-09
- Campionato italiano Under-18: 4

1993-94, 1999-00, 2001-02, 2008-09

## Onorificenze
- Stella di bronzo al Merito Sportivo